# Скаленець
Скаленець (пол. Skaleniec) — село в Польщі, у гміні Осьякув Велюнського повіту Лодзинського воєводства.
У 1975-1998 роках село належало до Серадзького воєводства.